# Никола II Горјански
Никола II Горјански, такође познат и као Никола II Гара или Никола Горјански Млађи (мађ. Garai Miklós II, хрв. Nikola II Gorjanski; 1367–1433) је био угарски великаш из племићке породице Горјански (мађарског порекла). Био је угарски палатин (1402–1433), а пре тога је обављао дужности бана Мачве (од 1387. године), бана Усоре и Соли, бана Далмације и Хрватске (од 1394. године) и бана Славоније (од 1397. године).

## Биографија
Никола II је био син мачванског бана и палатина Николе I Горјанског (око 1325–1386). Никола Горјански уговорио брак између свог малолетног сина Николе II и Лазареве ћерке Теодоре. Није у потпуности разјашњено када се Теодора удала за Николу Горјанског Млађег. Иларион Руварац је претпостављао да је венчање обављено 1378/9. године. Миодраг Пурковић је прихватио мишљење Руварца док је Раде Михаљчић сматрао да је до брака дошло годину или две након што се Теодорина сестра Драгана удала за Александра, сина бугарског цара Јована Шишмана (1386). Уколико је Руварчева претпоставка тачна, Лазареве родбинске везе могле су бити мотив за уплитање Лазара у грађански рат у Угарској који је избио након Лајошеве смрти. Ипак, Никола Горјански Старији је био и главни саветник краљице Марије коју су 1386. године погубиле управо присталице напуљске странке.
Горјански је 1386. године учествовао у бици код Горјана. Једва је успео избећи погибију. Водио је низ битака против браће Хорват. Жигмунд га је 1394. године поставио за далматинско-хрватског бана, а 1397. године и за славонског бана. Учествовао је у бици код Добора (1394) у којој је Иваниш Хорват изгубио живот. Узео је учешћа и у рату против Османлија. Учествовао је у катастрофалној бици код Никопоља након које се успео спасти бродом. Николу Горјанског је краљ Жигмунд Луксембуршки 1402. године поставио за угарског палатина. Горјански је управљао Браничевом, Сремом, Бачком, Банатом и Барањом као Жигмундов вазал. Заједно са Стрибором Стриборићем, Горјански је постао један од најбогатијих и најмоћнијих угарских барона. Горјански је 1412. године учествовао у неуспешном рату против Млетачке републике. Године 1416. примљен је у витешки ред Змаја.
Теодора Лазаревић је умрла пре 1405. године. Никола Горјански Млађи се оженио Аном Цељском, ћерком Хермана II. Његова унука Ана била је удата за угарског краља Матију Корвина. Са Аном је Никола Горјански имао више деце:
- Ладислав Горјански (око 1410. — фебруар-април 1459), угарски палатин (1447–1458) и мачвански бан (1431–1441, 1445–1447)
- Катарина Горјанска
- Никола III
- Иван VIII

## Породично стабло
|  |                        |  |  |  |  |  |  |  |  |  |  |  |  |  |  |  |
|  | Стјепан Горјански      |  |  |  |  |  |  |  |  |  |  |  |  |  |  |  |
|  |                        |  |  |  |  |  |  |  |  |  |  |  |  |  |  |  |
|  |                        |  |  |  |  |  |  |  |  |  |  |  |  |  |  |  |
|  | Андрија Горјански      |  |  |  |  |  |  |  |  |  |  |  |  |  |  |  |
|  |                        |  |  |  |  |  |  |  |  |  |  |  |  |  |  |  |
|  |                        |  |  |  |  |  |  |  |  |  |  |  |  |  |  |  |
|  | Никола I Горјански     |  |  |  |  |  |  |  |  |  |  |  |  |  |  |  |
|  |                        |  |  |  |  |  |  |  |  |  |  |  |  |  |  |  |
|  |                        |  |  |  |  |  |  |  |  |  |  |  |  |  |  |  |
|  | Никола Горјански Млађи |  |  |  |  |  |  |  |  |  |  |  |  |  |  |  |
|  |                        |  |  |  |  |  |  |  |  |  |  |  |  |  |  |  |
|  |                        |  |  |  |  |  |  |  |  |  |  |  |  |  |  |  |